# Кшищоф Кленчон
Кшѝщоф Анто̀ни Клѐнчон (на полски: Krzysztof Antoni Klenczon) е полски рок музикант – композитор, певец и китарист.
Лидер е на групите „Печолине“ (1964), „Червоне Гитари“ (1965 – 1970) и „Тши Корони“ (1970 – 1972).